# Neomochtherus geniculatus
Neomochtherus geniculatus là một loài ruồi trong họ Asilidae. Neomochtherus geniculatus được Meigen miêu tả năm 1820.

## Hình ảnh

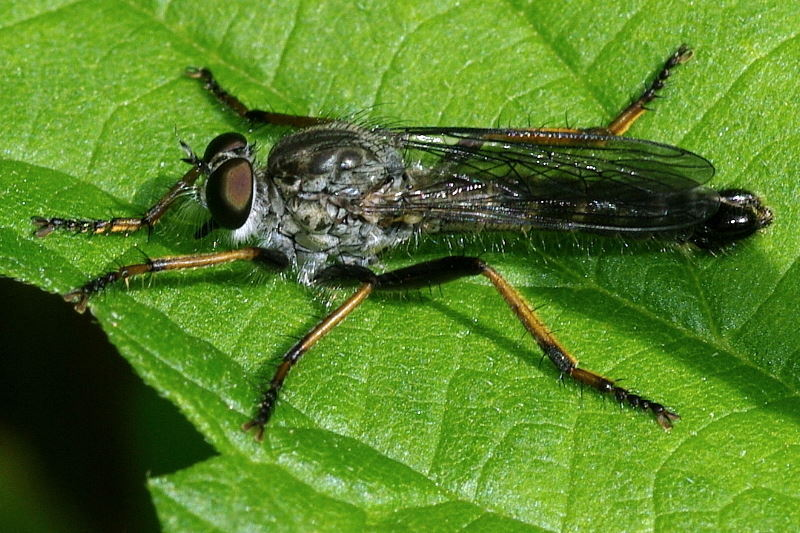
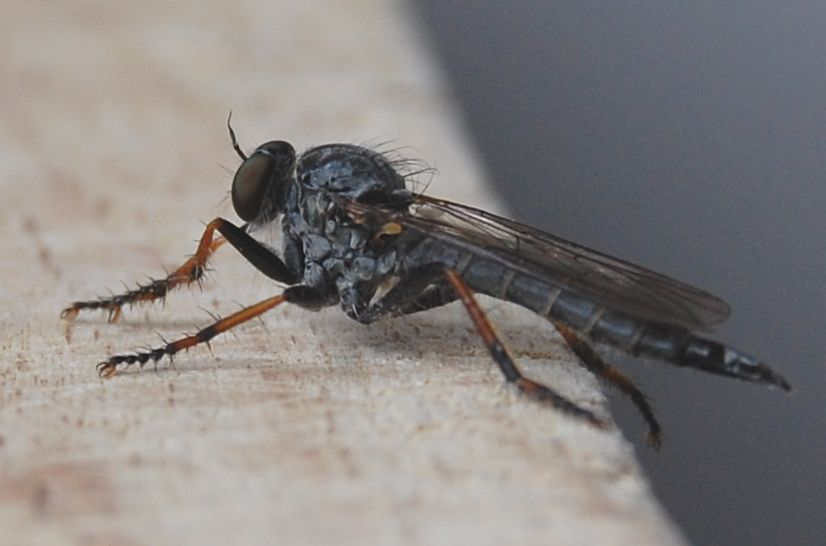
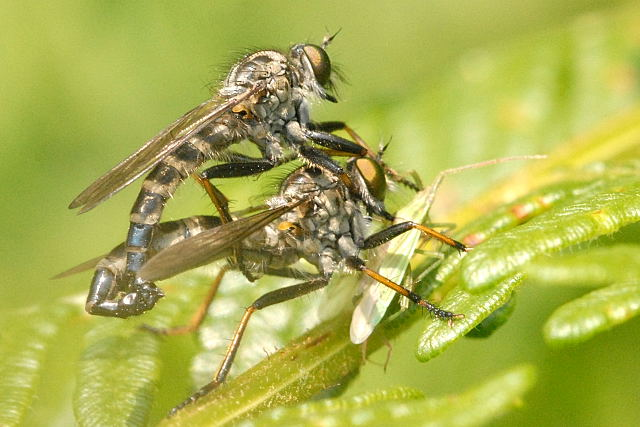